# Henstock-Kurzweil-integraal
De Henstock-Kurzweil-integraal is een uitbreiding van de Lebesgue-integraal verkregen door kleine wijzigingen aan te brengen in de integratieprocedure voor de Riemann-integraal.
Een Lebesgue-integreerbare functie is per definitie absoluut integreerbaar. Deze zware eis wordt niet gesteld aan de Henstock-Kurzweil-integraal. Elke Lebesque-integreerbare functie is Henstock-Kurzweil-integreerbaar en ze hebben (in geval beide integralen bestaan) dezelfde waarde.

## Stelling
Een functie {\displaystyle F:[a,b]\to \mathbb {R} } is Henstock-Kurzweil integreerbaar met integraal {\displaystyle A} als er voor iedere {\displaystyle \varepsilon >0} een functie {\displaystyle \delta :[a,b]\to \mathbb {R} ^{+}} bestaat zó dat voor ieder rijtje getallen 
{\displaystyle x_{0},c_{1},x_{1},c_{2},x_{2},\ldots ,c_{n},x_{n}} met {\displaystyle a=x_{0}\leq c_{1}\leq x_{1}\leq c_{2}\leq \ldots \leq c_{n}\leq x_{n}=b}
en met 
{\displaystyle c_{k}-\delta (c_{k})<x_{k-1}\leq c_{k}\leq x_{k}<c_{k}+\delta (c_{k})}
voor {\displaystyle 1\leq k\leq n} geldt
{\displaystyle \left|\sum _{k=1}^{n}f(c_{k})(x_{k}-x_{k-1})-A\right|<\varepsilon }

## Historische opmerkingen
Jaroslav Kurzweil (1957) en Ralph Henstock (1961) hebben onafhankelijk van elkaar deze integratiemethode ontwikkeld.
De hoofdstelling van de integraalrekening zegt onder welke voorwaarde een differentieerbare functie kan worden teruggewonnen uit zijn afgeleide. Bij Lebesgue-integratie wordt geëist dat dan de afgeleide van de differentieerbare functie begrensd is. Om deze eis van begrensdheid uit de hoofdstelling te verwijderen zijn een aantal pogingen gedaan, door andere definities van integreerbaarheid te formuleren, o.a door Denjoy en Perron. Hun methoden bleken hetzelfde integraalbegrip op te leveren als dat van Henstock en Kurzweil. De methode van laatstgenoemden zijn echter het meest transparant.

## Voorbeeld
Een voorbeeld van een Henstock-Kurzweil-integreerbare functie die niet Riemann integreerbaar is, is de Dirichletfunctie op [0,1].
Kies een aftelling {\displaystyle s_{1},s_{2},\cdots } van de rationale getallen tussen 0 en 1.
Bij gegeven {\displaystyle \varepsilon >0} kiezen we dan bijvoorbeeld
{\displaystyle \delta (s_{n})={\frac {\varepsilon }{2^{n+2}}}} voor alle {\displaystyle n}
en
{\displaystyle \delta (x)=1} in alle andere gevallen.

## Convergentiestellingen

### De monotone convergentiestelling
Als {\displaystyle f_{1},f_{2},\cdots } een monotone rij Henstock-Kurzweil-integreerbare functies is die op {\displaystyle [a,b]} puntsgewijs naar {\displaystyle f} convergeert, dan is 
{\displaystyle f} integreerbaar, dan en slechts dan als de rij 
{\displaystyle \int _{a}^{b}f_{1}(x){\mbox{ d}}x,\int _{a}^{b}f_{2}(x){\mbox{ d}}x,\cdots } begrensd is.
In dat geval is 
{\displaystyle \lim _{n\to \infty }\int _{a}^{b}f_{n}(x){\mbox{ d}}x=\int _{a}^{b}f(x){\mbox{ d}}x}

### De gemajoreerde convergentiestelling
Als {\displaystyle f_{1},f_{2},\cdots } een rij Henstock-Kurzweil integreerbare functies is die op {\displaystyle [a,b]} puntsgewijs naar {\displaystyle f} convergeert, en als {\displaystyle g} en {\displaystyle h} integreerbare functies zijn, waarvoor geldt dat {\displaystyle g\leq f_{i}\leq h} voor elke {\displaystyle i}, dan is {\displaystyle f} integreerbaar en
{\displaystyle \lim _{n\to \infty }\int _{a}^{b}f_{n}(x){\mbox{ d}}x=\int _{a}^{b}f(x){\mbox{ d}}x}